# Salperwick
Salperwick (niederländisch: Salperwijk) ist eine nordfranzösische Gemeinde im Département Pas-de-Calais der Region Hauts-de-France mit 518 Einwohnern (Stand: 1. Januar 2022). Sie gehört zum Arrondissement Saint-Omer und zum Kanton Saint-Omer. 

## Geographie
Salperwick liegt im Ballungsraum um Saint-Omer. Die Gemeinde gehört zum Regionalen Naturpark Caps et Marais d’Opale. Umgeben wird Salperwick von den Nachbargemeinden Tilques im Westen und Norden, Saint-Omer im Osten, Saint-Martin-au-Laërt im Süden, Tatinghem im Süden und Südwesten sowie Zudausques im Südwesten und Westen.

## Bevölkerungsentwicklung
| 1962                       | 1968 | 1975 | 1982 | 1990 | 1999 | 2006 | 2015 |
| -------------------------- | ---- | ---- | ---- | ---- | ---- | ---- | ---- |
| 251                        | 261  | 302  | 291  | 294  | 486  | 495  | 500  |
| Quellen: Cassini und INSEE |      |      |      |      |      |      |      |

## Sehenswürdigkeiten
- Kirche Notre-Dame de la Bonne Fin aus dem 16. Jahrhundert
- Schloss Salperwick (auch Schloss Le Saubruit) aus dem 18. Jahrhundert, seit 2001 Monument historique

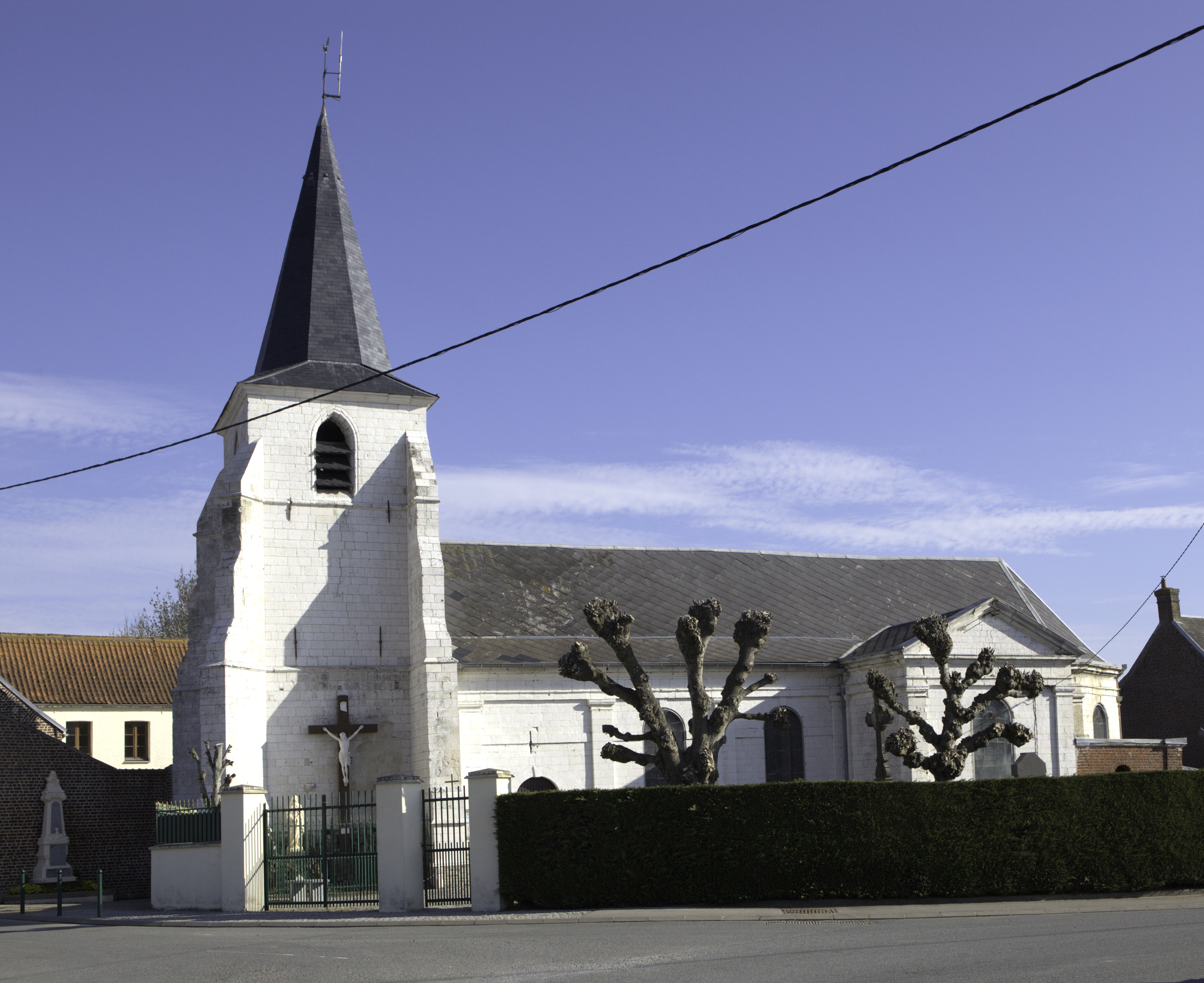
Kirche Notre-Dame